# Corallus ruschenbergerii
Corallus ruschenbergerii (boa arborícola de Ruschenberger, Boa de manglar o Boa arborícola dormilona ) es una especie de serpiente constrictora del género Corallus de la familia Boidae. Está catalogada como preocupación menor en vista del amplio rango, gran número de ubicaciones, tamaño de población aparentemente grande, ocurrencia en varias áreas protegidas y tendencia aparentemente estable.

## Distribución geográfica
Esta serpiente ocurre desde la vertiente del Pacífico del sur de Costa Rica a través de Panamá hasta el norte de Colombia y Venezuela. En el Caribe, se encuentra en Trinidad y Tobago (donde está muy extendido) e Isla Margarita. En América Central, el rango de elevación se extiende desde el nivel del mar hasta los 300 metros. En América del Sur y Trinidad y Tobago, ocurre en elevaciones de hasta 1,000 metros.
Esta especie es relativamente común. Por ejemplo, en el delta del río Orinoco, se pueden ver hasta 20 individuos en una sola noche. Es igualmente común en el pantano de Caroni de la costa oeste de Trinidad. Se presume que la tendencia de la población es estable.

## Hábitat y ecología
Este constrictor nocturno arbóreo se puede encontrar en bosques húmedos y manglares en América Central. En Colombia, ocurre en bosques secos tropicales, particularmente en los fragmentos más grandes, bosques ribereños, sabanas arboladas y palmerales. En Venezuela, se encuentra en manglares, bosques ribereños, bosques húmedos de tierras bajas, bosques secos de tierras bajas y bosques secundarios. La especie se encuentra en la mayoría de los hábitats cerca del agua en Trinidad y Tobago. Los juveniles se alimentan de aves y murciélagos jóvenes, que anidan y se posan, así como también lagartos. Los adultos se alimentan principalmente de aves y mamíferos.

## Amenazas y conservación
Las amenazas locales incluyen la pérdida de hábitat (por ejemplo, la deforestación) y la degradación, pero en un rango amplio no se conocen amenazas importantes. Esta especie se está volviendo más común en el comercio de mascotas, pero el nivel de comercio todavía parece ser modesto.
No existen medidas de conservación específicas de la especie para esta especie. Ocurre en los Parques Nacionales Delta del Orinoco y Aguaro Guariquito en Venezuela. Está incluido en el Apéndice II de la CITES.